# Discografia de The Who
A Discografia de The Who consiste em 12 álbuns de estúdio, 16 álbuns ao vivo, 27 álbuns de compilações, quatro álbuns de trilhas sonoras, 4 EPs, 58 singles e 23 álbuns de vídeo.
O Who esteve com várias gravadoras ao longo dos anos. No Reino Unido e em outros lugares fora da América do Norte, eles assinaram originalmente com a Brunswick Records. Em 1966, eles se mudaram para a Polydor Records e levaram consigo os direitos de suas gravações em Brunswick. Eles criaram e mudaram para a Track Records no ano seguinte com distribuição pela Polydor. Eles deixaram a Track em 1974 e retornaram diretamente para a Polydor, permanecendo na gravadora desde então.
Na América do Norte, eles estavam originalmente na Decca Records. Eles se mudaram para a Atco Records para gravar um single em 1966 antes de retornar para a Decca no final daquele ano. Em 1972, o selo americano Decca foi absorvido pela MCA Records. A banda mudou de gravadora norte-americana novamente em 1981, para a Warner Records. A gravadora lançou Face Dances e It's Hard e seus singles, antes do Who se separar. Nos anos posteriores, a MCA adquiriria os direitos dos álbuns da Warner Bros. Em 2003, a MCA Records (agora sob propriedade comum com a Polydor, sob o Universal Music Group) foi incorporada à Geffen Records. A Geffen agora controla os direitos do catálogo do Who nos EUA por meio de It's Hard. Seu álbum de retorno de 2006, Endless Wire, foi lançado pela Universal Republic nos EUA.

## Álbuns de estúdio
| Título | Detalhes | Posições | Posições | Posições | Posições | Posições | Posições | Posições | Posições | Posições | Posições | Certificações (Vendas)                                         |
| Título | Detalhes | UK       | AUS      | CAN      | FRA      | GER      | NLD      | NOR      | SWE      | SWI      | US       | Certificações (Vendas)                                         |
| --- | --- | -------- | -------- | -------- | -------- | -------- | -------- | -------- | -------- | -------- | -------- | -------------------------------------------------------------- |
| My Generation | - Lançamento: 3 de dezembro de 1965 (UK); 25 de abril de 1966 (EUA) - Gravadora: Brunswick (UK) e Decca (EUA) | 5        | —        | —        | —        | 14       | —        | —        | —        | —        | —        | UK: Ouro                                                       |
| A Quick One | - Lançamento: 9 de dezembro de 1966 (UK); Abril de 1967 (EUA) - Gravadora: Reaction (UK) e Gravadora (EUA)    | 4        | —        | 13       | —        | —        | —        | 19       | —        | —        | 67       |                                                                |
| The Who Sell Out | - Lançamento: 15 de dezembro de 1967 - Gravadora: Track (UK) e Decca (EUA)                                    | 13       | 8        | —        | 3        | —        | —        | —        | —        | 48       | 48       | UK: Prata                                                      |
| Tommy | - Lançamento: 19 de maio de 1969 - Gravadora: Track (UK) e Decca (EUA)                                        | 2        | 8        | 6        | 2        | 50       | 5        | —        | —        | —        | 4        | - UK: Ouro - FRA: Ouro - ITA: Ouro - NZ: Ouro - US: 2× Platina |
| Who's Next | - Lançamento: 2 de agosto de 1971 (EUA); 27 de agosto de 1971 (UK) - Gravadora: Track (UK) e Decca (EUA)      | 1        | 3        | 5        | 2        | 18       | 2        | 6        | —        | —        | 4        | - US: 3× Platina - UK: Platina - ITA: Ouro                     |
| Quadrophenia | - Lançamento: 26 de outubro de 1973 - Gravadora: Track (UK) e MCA (EUA)                                       | 2        | 7        | 87       | —        | —        | 3        | 3        | —        | —        | 2        | - US: Platina - UK: Ouro - FRA: Ouro                           |
| The Who by Numbers | - Lançamento: 3 de outubro de 1975 - Gravadora: Polydor (UK) e MCA (US)                                       | 7        | 29       | 9        | 3        | —        | —        | —        | —        | —        | 8        | - US: Platina - UK: Ouro - CAN: Ouro                           |
| Who Are You | - Lançamento: 21 de agosto de 1978 - Gravadora: Polydor (UK) e MCA (US)                                       | 6        | 9        | 2        | 7        | 49       | 29       | 21       | 27       | —        | 2        | - US: 2× Platina - UK: Ouro - CAN: 2× Platina                  |
| Face Dances | - Lançamento: 16 de março de 1981 - Gravadora: Polydor e Warner Records                                       | 2        | 9        | 1        | 12       | 29       | 16       | 19       | 17       | —        | 4        | - US: Platina - UK: Prata                                      |
| It's Hard | - Lançamento: setembro de 1982 - Gravadora: Polydor e Warner Records                                          | 11       | 55       | 3        | —        | —        | 43       | 28       | 47       | —        | 8        | - US: Ouro - CAN: Ouro                                         |
| Endless Wire | - Lançamento: 30 de outubro de 2006 - Gravadora: Polydor e Republic                                           | 9        | 63       | 10       | 62       | 34       | 77       | 23       | —        | 51       | 7        | UK: Ouro                                                       |
| Who | - Lançamento: 6 de dezembro de 2019 - Gravadora: Polydor                                                      | 3        | 64       | 2        | 43       | 5        | 38       | —        | 27       | 5        | 2        | UK: Ouro                                                       |
| "—" indica álbuns que foram lançados, mas não entraram nas paradas, álbuns não lançados em um determinado território ou informações sobre paradas não estão disponíveis. | |          |          |          |          |          |          |          |          |          |          |                                                                |

## Álbuns ao vivo
| Live at Leeds | - Lançamento: 16 de maio de 1970 - Gravadora: Track (UK) e Decca (EUA)                | 3  | 6 | 2  | 8  | 5  | 13 | 4   | 4 | 3 | - US: 2× Platina - UK: Ouro |
| Who's Last | - Lançamento: Dezembro de 1984 - Gravadora: MCA (UK & EUA)                            | 48 | — | 56 | —  | —  | —  | 81  | — | — | - UK: Ouro                  |
| Join Together | - Lançamento: Março de 1990 - Gravadora: Virgin Records (UK) e MCA (EUA)              | 59 | — | —  | —  | —  | —  | 188 | — | — |                             |
| Live at the Isle of Wight Festival 1970 | - Lançamento: 29 de outubro de 1996 - Gravadora: Columbia Records e Legacy Recordings | 84 | — | —  | —  | —  | —  | 194 | — | — |                             |
| BBC Sessions | - Lançamento: 15 de fevereiro de 2000 - Gravadora: MCA e Polydor                      | 24 | — | —  | —  | —  | —  | 101 | — | — |                             |
| Blues to the Bush | - Lançamento: 19 de março de 2000 - Gravadora: MCA e Polydor                          | —  | — | —  | —  | —  | —  | —   | — | — |                             |
| Live at the Royal Albert Hall | - Lançamento: 5 de dezembro de 2003 - Gravadora: MCA e Polydor                        | 72 | — | —  | 43 | 95 | —  | —   | — | — |                             |
| Live from Toronto | - Lançamento: 21 de abril de 2006 - Gravadora: Immortal Records                       | —  | — | —  | —  | —  | —  | —   | — | — |                             |
| View from a Backstage Pass | - Lançamento: 5 de novembro de 2007 - Gravadora: thewho.com                           | —  | — | —  | —  | —  | —  | —   | — | — |                             |
| Greatest Hits Live | - Lançamento: 18 de janeiro de 2010 - Gravadora: Polydor                              | —  | — | —  | —  | —  | —  | —   | — | — |                             |
| Live at Hull 1970 | - Lançamento: 19 de novembro de 2012 - Gravadora: Polydor                             | 68 | — | —  | —  | —  | —  | —   | — | — |                             |
| Quadrophenia Live in London | - Lançamento: 10 de junho de 2014 - Gravadora: UMe                                    | 28 | — | —  | —  | —  | —  | 118 | — | — |                             |
| Live in Hyde Park | - Lançamento: 6 de novembro de 2015 - Gravadora: Eagle Records                        | —  | — | —  | —  | —  | —  | —   | — | — |                             |
| Live at the Isle of Wight Festival 2004 | - Lançamento: 6 de fevereiro de 2017 - Gravadora: Eagle Records                       | —  | — | —  | —  | —  | —  | —   | — | — |                             |
| Tommy Live at the Royal Albert Hall | - Lançamento: 13 de outubro de 2017 - Gravadora: Eagle Records                        | —  | — | —  | —  | —  | —  | —   | — | — |                             |
| Live at the Fillmore East 1968 | - Lançamento: 20 de abril de 2018 - Gravadora: Polydor                                | 15 | — | —  | 26 | —  | —  | —   | — | — |                             |
| The Who With Orchestra Live At Wembley (show no Estádio de Wembley em 6 de julho de 2019)                                                                                | - Lançamento: 31 de março de 2023 - Gravadora: Universal Music                        | —  | — | —  | 12 | —  | —  | —   | — | — |                             |
| "—" indica álbuns que foram lançados, mas não entraram nas paradas, álbuns não lançados em um determinado território ou informações sobre paradas não estão disponíveis. |                                                                                       |    |   |    |    |    |    |     |   |   |                             |

## Coletâneas
| Magic Bus: The Who on Tour | - Lançamento: Setembro de 1968 - Label: Decca                                     | —   | —  | —  | —  | —  | —  | —  | 39  | —  | 31 |                             |
| Direct Hits | - Lançamento: 1968 - Gravadora: Track                                             | —   | —  | —  | —  | —  | —  | —  | —   | —  | —  |                             |
| The Ox (Backtrack 14) | - Lançamento: Novembro de 1970 - Gravadora: Track                                 | —   | —  | —  | —  | —  | —  | —  | —   | —  | —  |                             |
| Meaty Beaty Big and Bouncy | - Lançamento: Novembro de 1971 - Gravadora: Track (UK) e Decca (EUA)              | 9   | 27 | —  | —  | —  | —  | —  | 11  | 14 | 9  | - US: Platina               |
| Tommy Part 1 | - Lançamento: 12 de maio de 1972 - Gravadora: Track                               | —   | —  | —  | —  | —  | —  | —  | —   | —  | —  |                             |
| Tommy Part 2 | - Lançamento: 16 de junho de 1972 - Gravadora: Track                              | —   | —  | —  | —  | —  | —  | —  | —   | —  | —  |                             |
| A Quick One/The Who Sell Out (relançamento em 2×LP) | - Lançamento: 1974 - Gravadora: Track                                             | —   | —  | —  | —  | —  | —  | —  | —   | —  | —  |                             |
| Odds & Sods | - Lançamento: 4 de outubro de 1974 - Gravadora: Track (UK) e MCA (EUA)            | 10  | 47 | —  | —  | —  | —  | —  | 15  | —  | 14 | - UK: Prata - US: Ouro      |
| Magic Bus-The Who On Tour/The Who Sings My Generation (relançamento em 2×LP)                                                                                             | - Lançamento: 1974 - Gravadora: Track                                             | —   | —  | —  | —  | —  | —  | —  | 185 | —  | —  |                             |
| The Story of The Who | - Lançamento: 24 de setembro de 1976 - Gravadora: Polydor                         | 2   | —  | —  | —  | —  | —  | —  | —   | —  | —  | - UK: Ouro                  |
| Phases | - Lançamento: Maio de 1981 - Gravadora: Polydor                                   | —   | —  | —  | —  | —  | —  | —  | —   | —  | —  |                             |
| Hooligans | - Lançamento: Outubro de 1981 - Gravadora: MCA (Lançamento apenas nos EUA)        | —   | —  | —  | —  | —  | —  | —  | 52  | —  | 73 | - US: Ouro                  |
| Who's Greatest Hits | - Lançamento: 23 de novembro de 1983 - Gravadora: MCA (Lançamento apenas nos EUA) | 39  | 13 | —  | —  | —  | —  | —  | 94  | —  | —  | - US: 2× Platina            |
| Rarities Volume I & Volume II | - Lançamento: Agosto de 1983 - Gravadora: Decca                                   | —   | —  | —  | —  | —  | —  | —  | —   | —  | —  |                             |
| The Singles | - Lançamento: Outubro de 1984 - Gravadora: Polydor                                | —   | —  | —  | —  | —  | —  | —  | —   | —  | —  |                             |
| Who's Missing | - Lançamento: Novembro de 1985 - Gravadora: MCA                                   | 44  | —  | —  | —  | —  | —  | —  | 116 | —  | —  |                             |
| The Who Collection | - Lançamento: 10 de dezembro de 1985 - Gravadora: Polydor                         | 44  | —  | —  | —  | —  | —  | —  | —   | —  | —  | - UK: Ouro                  |
| Two's Missing | - Lançamento: Abril de 1987 - Gravadora: MCA                                      | —   | —  | —  | —  | —  | —  | —  | —   | —  | —  |                             |
| Who's Better, Who's Best | - Lançamento: Março de 1988 - Gravadora: MCA                                      | 10  | 51 | 45 | —  | —  | —  | —  | —   | —  | —  | - UK: Ouro - US: Ouro       |
| Thirty Years of Maximum R&B | - Lançamento: 5 de julho de 1994 - Gravadora: MCA                                 | 48  | —  | —  | —  | —  | —  | —  | 170 | —  | —  | - US: Ouro                  |
| My Generation: The Very Best of the Who | - Lançamento: 27 de agosto de 1996 - Gravadora: MCA                               | 11  | —  | —  | —  | —  | —  | —  | —   | —  | —  | - UK: Ouro - US: Ouro       |
| 20th Century Masters: The Millennium Collection: The Best of The Who | - Lançamento: 13 de abril de 1999 - Gravadora: Universal Music Group              | —   | —  | —  | —  | —  | —  | —  | —   | —  | —  | - US: Platina               |
| The Ultimate Collection | - Lançamento: 11 de junho de 2002 - Gravadora: MCA                                | 17  | —  | —  | —  | —  | 65 | 11 | 31  | —  | —  | - UK: Platina - US: Platina |
| Then and Now | - Lançamento: 30 de março de 2004 - Gravadora: Geffen Records                     | 5   | 96 | —  | —  | 67 | 21 | —  | 57  | —  | —  | - UK: 2× Platina - NZ: Ouro |
| The 1st Singles Box | - Lançamento: 2 de maio de 2004 - Gravadora: Polydor                              | 154 | —  | —  | —  | 1  | —  | —  | —   | —  | —  |                             |
| Greatest Hits | - Lançamento: 21 de dezembro de 2009 - Gravadora: Geffen Records                  | 12  | —  | 69 | —  | —  | —  | —  | 19  | —  | —  |                             |
| Greatest Hits & More | - Lançamento: 13 de fevereiro 2010 - Gravadora: Polydor                           | 20  | —  | —  | —  | —  | —  | —  | —   | —  | —  | - UK: Ouro                  |
| Icon | - Lançamento: 5 de abril de 2011 - Gravadora: Geffen Records                      | —   | —  | —  | —  | —  | —  | —  | —   | —  | —  |                             |
| Icon 2 | - Lançamento: 5 de abril de 2011 - Gravadora: Geffen Records                      | —   | —  | —  | —  | —  | —  | —  | —   | —  | —  |                             |
| Pinball Wizard: The Collection | - Lançamento: 28 de maio de 2012 - Gravadora: Spectrum Music                      | —   | —  | —  | —  | —  | —  | —  | —   | —  | —  | - UK: Ouro                  |
| The Who Hits 50! | - Lançamento: 27 de outubro de 2014 - Gravadora: Geffen Records                   | 11  | —  | —  | 44 | —  | —  | —  | —   | —  | —  | - UK: Platina               |
| Essential The Who | - Lançamento: 16 October 2020 - Gravadora: Universal Music Group                  | —   | —  | —  | —  | —  | —  | —  | —   | —  | —  |                             |
| "—" indica álbuns que foram lançados, mas não entraram nas paradas, álbuns não lançados em um determinado território ou informações sobre paradas não estão disponíveis. |                                                                                   |     |    |    |    |    |    |    |     |    |    |                             |

## Extended plays
| Título                 | Detalhes                                                          | Posições | Posições | Posições | Posições | Posições | Posições |
| Título                 | Detalhes                                                          | UK       | AUT      | DEN      | ESP      | NZ       | SWI      |
| ---------------------- | ----------------------------------------------------------------- | -------- | -------- | -------- | -------- | -------- | -------- |
| Ready Steady Who       | - Lançamento: 11 de novembro de1966 - Gravadora: Reaction Records | 1        | —        | —        | —        | —        | —        |
| Tommy                  | - Lançamento: 6 de novembro de 1970 - Gravadora: Track Records    | 53       | —        | —        | —        | —        | —        |
| Won't Get Fooled Again | - Lançamento: Agosto de 1988 - Gravadora: Polydor Records         | 91       | —        | —        | —        | —        | —        |
| Wire & Glass           | - Lançamento: 17 de julho de 2006 - Gravadora: Polydor Records    | —        | 31       | 3        | 9        | 39       | 83       |

## Trilhas sonoras
| Tommy                                                                                  | - Lançamento: 19 de março de 1975 - Gravadora: MCA e Polydor | 21 | 2  | - UK: Ouro - CAN: Ouro - US: Ouro    |
| The Kids Are Alright                                                                   | - Lançamento: 8 de junho de 1979 - Gravadora: MCA e Polydor  | 26 | 8  | - UK: Ouro - CAN: Ouro - US: Platina |
| Quadrophenia                                                                           | - Lançamento: Setembro de 1979 - Gravadora: Polydor          | 23 | 46 | - UK: Ouro                           |
| Amazing Journey: The Story of The Who                                                  | - Lançamento: 24 de março de 2008 - Gravadora: Polydor       | —  | —  |                                      |
| "—" denota álbuns que não entraram nas paradas ou que não foram lançados naquele país. |                                                              |    |    |                                      |

## Singles e outras músicas nas paradas

### Singles
| Ano                                             | Single                                                  | Lado B                                                                          | Posições | Posições | Posições | Posições | Posições | Posições | Posições | Posições | Posições   | Posições    | Certificações | Álbum                       |
| Ano                                             | Single                                                  | Lado B                                                                          | UK       | AUS      | CAN      | FRA      | GER      | NLD      | NZ       | SWI      | US Hot 100 | US Cash Box | Certificações | Álbum                       |
| ----------------------------------------------- | ------------------------------------------------------- | ------------------------------------------------------------------------------- | -------- | -------- | -------- | -------- | -------- | -------- | -------- | -------- | ---------- | ----------- | ------------- | --------------------------- |
| 1964                                            | "Zoot Suit"                                             | "I'm the Face"                                                                  | —        | —        | —        | —        | —        | —        | —        | —        | —          | —           |               | sem álbum                   |
| 1964                                            | "I Can't Explain"                                       | "Bald Headed Woman"                                                             | 8        | 87       | —        | 14       | —        | —        | —        | —        | 93         | 57          |               | sem álbum                   |
| 1965                                            | "Anyway, Anyhow, Anywhere"                              | "Daddy Rolling Stone" (UK) "Anytime You Want Me" (EUA)                          | 10       | —        | —        | 38       | —        | —        | —        | —        | —          | —           |               | sem álbum                   |
| 1965                                            | "My Generation"                                         | "Shout and Shimmy" (UK) (faixa sem álbum) "Out in the Street" (EUA)             | 2        | 2        | 3        | 13       | 6        | 7        | —        | —        | 74         | 99          | - UK: Ouro    | My Generation               |
| 1966                                            | "Substitute"                                            | "Circles" ou "Waltz for a Pig" ou "Instant Party"(UK) "Waltz for a Pig" (EUA)   | 5        | 5        | —        | 24       | 13       | 2        | 3        | —        | —          | —           |               | sem álbum                   |
| 1966                                            | "A Legal Matter"                                        | "Instant Party" (faixa sem álbum)                                               | 32       | 83       | —        | —        | —        | 20       | —        | —        | —          | —           |               | My Generation               |
| 1966                                            | "The Kids Are Alright"                                  | "The Ox" (UK) "A Legal Matter" (EUA)                                            | 41       | —        | —        | —        | —        | —        | —        | —        | —          | 85          |               | My Generation               |
| 1966                                            | "I'm a Boy"                                             | "In the City"                                                                   | 2        | 11       | 23       | 14       | 10       | 6        | 2        | —        | —          | —           |               | sem álbum                   |
| 1966                                            | "La-La-La-Lies"                                         | "The Good's Gone"                                                               | —        | —        | —        | —        | —        | —        | —        | —        | —          | —           |               | My Generation               |
| 1966                                            | "Happy Jack"                                            | "I've Been Away" (UK) "Whiskey Man" (EUA)                                       | 3        | 4        | 1        | 21       | 4        | 5        | 6        | —        | 24         | 13          |               | Happy Jack (EUA)            |
| 1967                                            | "Pictures of Lily"                                      | "Doctor, Doctor"                                                                | 4        | 7        | 36       | 27       | 5        | 5        | 14       | —        | 51         | 60          |               | sem álbum                   |
| 1967                                            | "The Last Time"                                         | "Under My Thumb"                                                                | 44       | —        | —        | —        | —        | —        | —        | —        | —          | —           |               | sem álbum                   |
| 1967                                            | "I Can See for Miles"                                   | "Someone's Coming" (faixa sem álbum) (UK) "Mary Anne with the Shaky Hand" (EUA) | 10       | 20       | 4        | 74       | 37       | 28       | 13       | —        | 9          | 8           |               | The Who Sell Out            |
| 1968                                            | "Call Me Lightning"                                     | "Dr. Jekyll and Mr Hyde"                                                        | —        | 30       | 35       | —        | —        | 38       | —        | —        | 40         | 38          |               | sem álbum                   |
| 1968                                            | "Dogs"                                                  | "Call Me Lightning"                                                             | 25       | 93       | —        | 78       | 40       | —        | —        | —        | —          | —           |               | sem álbum                   |
| 1968                                            | "Magic Bus"                                             | "Someone's Coming" (US) "Dr. Jekyll and Mr. Hyde" (UK)                          | 26       | 20       | 6        | —        | 20       | —        | 13       | —        | 25         | 10          |               | Magic Bus: The Who on Tour  |
| 1969                                            | "Pinball Wizard"                                        | "Dogs, Pt. 2" (faixa sem álbum)                                                 | 4        | 45       | 6        | 89       | 25       | 12       | 8        | 15       | 19         | 15          | - UK: Ouro    | Tommy                       |
| 1969                                            | "I'm Free"                                              | "We're Not Gonna Take It"                                                       | —        | 83       | 26       | 71       | 18       | 20       | —        | —        | 37         | 30          |               | Tommy                       |
| 1970                                            | "The Seeker"                                            | "Here for More"                                                                 | 19       | —        | 21       | 34       | 18       | 15       | —        | —        | 44         | 30          |               | sem álbum                   |
| 1970                                            | "Summertime Blues"                                      | "Heaven and Hell" (gravação em estúdio sem álbum)                               | 38       | —        | 8        | 58       | 19       | 25       | —        | —        | 27         | 14          |               | Live at Leeds               |
| 1970                                            | "Young Man Blues"                                       | "Substitute"                                                                    | —        | —        | 38       | —        | —        | —        | —        | —        | —          | —           |               | Live at Leeds               |
| 1970                                            | "See Me, Feel Me"                                       | "Overture"                                                                      | —        | 70       | 4        | —        | —        | 16       | —        | —        | 12         | 8           |               | Tommy                       |
| 1971                                            | "Won't Get Fooled Again"                                | "I Don't Even Know Myself"(faixa sem álbum)                                     | 9        | 14       | 7        | —        | 27       | 8        | —        | —        | 15         | 9           |               | Who's Next                  |
| 1971                                            | "Let's See Action"                                      | "When I Was a Boy"                                                              | 16       | 59       | —        | 33       | 43       | 25       | —        | —        | —          | —           |               | sem álbum                   |
| 1971                                            | "Behind Blue Eyes"                                      | "My Wife"                                                                       | —        | —        | 23       | —        | —        | —        | —        | —        | 34         | 24          | - UK: Prata   | Who's Next                  |
| 1972                                            | "Baba O'Riley"                                          | "My Wife"                                                                       | —        | 80       | —        | —        | —        | 11       | —        | —        | —          | —           | - UK: Platina | Who's Next                  |
| 1972                                            | "Join Together"                                         | "Baby Don't You Do It" (live)                                                   | 9        | 58       | 18       | 49       | 23       | 27       | —        | 9        | 17         | 28          |               | sem álbum                   |
| 1972                                            | "Relay"                                                 | "Waspman"                                                                       | 21       | —        | 50       | 28       | 28       | 29       | —        | —        | 39         | 33          |               | sem álbum                   |
| 1973                                            | "5:15"                                                  | "Water" (faixa sem álbum)                                                       | 20       | —        | —        | —        | 46       | —        | —        | —        | —          | —           |               | Quadrophenia                |
| 1973                                            | "Love, Reign o'er Me"                                   | "Water" (faixa sem álbum)                                                       | —        | —        | 31       | —        | —        | —        | —        | —        | 76         | 54          |               | Quadrophenia                |
| 1974                                            | "The Real Me"                                           | "I'm One"                                                                       | —        | —        | —        | —        | —        | —        | —        | —        | 92         | 82          |               | Quadrophenia                |
| 1974                                            | "Postcard"                                              | "Put the Money Down"                                                            | —        | —        | —        | —        | —        | —        | —        | —        | —          | 64          |               | Odds & Sods                 |
| 1974                                            | "Long Live Rock"                                        | "Pure and Easy"                                                                 | —        | —        | —        | —        | —        | —        | —        | —        | —          | —           |               | Odds & Sods                 |
| 1975                                            | "Squeeze Box"                                           | "Success Story"                                                                 | 10       | 45       | 1        | 68       | —        | —        | 26       | —        | 16         | 11          |               | The Who by Numbers          |
| 1976                                            | "Slip Kid"                                              | "Dreaming from the Waist"                                                       | —        | —        | —        | 72       | —        | —        | —        | —        | —          | —           |               | The Who by Numbers          |
| 1976                                            | "Substitute"                                            | "I'm a Boy"/"Pictures of Lily" (primeiro single de 12" no Reino Unido)          | 7        | —        | —        | —        | —        | —        | —        | —        | —          | —           |               | The Story of The Who        |
| 1978                                            | "Who Are You"                                           | "Had Enough"                                                                    | 18       | 23       | 7        | —        | —        | 44       | 23       | —        | 14         | 9           | - UK: Prata   | Who Are You                 |
| 1978                                            | "Trick of the Light"                                    | "905"                                                                           | —        | —        | —        | —        | —        | —        | —        | —        | —          | —           |               | Who Are You                 |
| 1979                                            | "Long Live Rock"                                        | "I'm the Face"/"My Wife" (UK) "My Wife" (EUA)                                   | 48       | —        | —        | 47       | —        | —        | —        | —        | 54         | 66          |               | The Kids Are Alright        |
| 1979                                            | "5:15"                                                  | "I'm One"                                                                       | —        | —        | —        | —        | —        | —        | —        | —        | 45         | 53          |               | Quadrophenia                |
| 1981                                            | "You Better You Bet"                                    | "The Quiet One"                                                                 | 9        | 21       | 4        | 61       | —        | 12       | 38       | —        | 18         | 15          |               | Face Dances                 |
| 1981                                            | "Don't Let Go the Coat"                                 | "You"                                                                           | 47       | —        | —        | —        | —        | —        | —        | —        | 84         | 77          |               | Face Dances                 |
| 1982                                            | "Athena"                                                | "A Man Is a Man" (UK) "It's Your Turn" (EUA)                                    | 40       | —        | 5        | —        | —        | —        | —        | —        | 28         | 31          |               | It's Hard                   |
| 1982                                            | "Eminence Front"                                        | "One at a Time"                                                                 | —        | —        | —        | —        | -        | —        | —        | —        | 68         | —           |               | It's Hard                   |
| 1983                                            | "It's Hard"                                             | "Dangerous"                                                                     | —        | —        | —        | —        | —        | —        | —        | —        | —          | —           |               | It's Hard                   |
| 1984                                            | "Twist and Shout" (live)                                | "I Can't Explain"                                                               | 87       | —        | —        | —        | —        | —        | —        | —        | —          | —           |               | Who's Last                  |
| 1988                                            | "My Generation"                                         | "Substitute"/"Baba O'Riley"                                                     | 68       | 88       | —        | —        | —        | —        | —        | —        | —          | —           |               | Who's Better, Who's Best    |
| 1988                                            | "Won't Get Fooled Again"                                | "Substitute"/"Baba O'Riley"                                                     | 91       | —        | —        | —        | —        | —        | —        | —        | —          | —           | - UK: Prata   | Who's Better, Who's Best    |
| 1988                                            | "Join Together" (live)                                  | "I Can See for Miles" (live)/"Behind Blue Eyes" (live)                          | 100      | —        | —        | —        | —        | —        | —        | —        | —          | —           |               | Join Together               |
| 1996                                            | "My Generation"                                         | "Pinball Wizard" (live)/"Boris the Spider"/"My Generation" (Deep Love Remix)    | —        | —        | —        | —        | —        | —        | —        | —        | —          | —           |               | sem álbum                   |
| 2004                                            | "Real Good Looking Boy"                                 | "Old Red Wine"                                                                  | —        | —        | —        | —        | —        | —        | —        | —        | —          | —           |               | Then and Now                |
| 2006                                            | "Wire & Glass"                                          | "Mirror Door"                                                                   | —        | 51       | 9        | —        | 58       | —        | 39       | 83       | —          | —           |               | Endless Wire                |
| 2006                                            | "It's Not Enough"                                       | "Tea & Theatre"                                                                 | —        | —        | —        | —        | —        | —        | —        | —        | —          | —           |               | Endless Wire                |
| 2012                                            | "Baba O'Riley"/"See Me, Feel Me"/"My Generation" (live) | "Early Morning Cold Taxi" (de 30 Years of Maximum R&B)                          | 55       | —        | —        | —        | —        | —        | —        | —        | —          | —           |               | A Symphony of British Music |
| 2014                                            | "Be Lucky"                                              | —                                                                               | —        | —        | —        | —        | —        | —        | —        | —        | —          | —           |               | The Who Hits 50!            |
| 2019                                            | "Ball and Chain"                                        | —                                                                               | —        | —        | —        | —        | —        | —        | —        | —        | —          | —           |               | Who                         |
| 2019                                            | "All This Music Must Fade"                              | —                                                                               | —        | —        | —        | —        | —        | —        | —        | —        | —          | —           |               | Who                         |
| 2019                                            | "I Don't Wanna Get Wise"                                | —                                                                               | —        | —        | —        | —        | —        | —        | —        | —        | —          | —           |               | Who                         |
| "—" denota álbuns que não entraram nas paradas. |                                                         |                                                                                 |          |          |          |          |          |          |          |          |            |             |               |                             |

### Canções nas paradas
| Título                     | Ano  | Posição Pico | Álbum       |
| Título                     | Ano  | US Main      | Álbum       |
| -------------------------- | ---- | ------------ | ----------- |
| "Another Tricky Day"       | 1981 | 6            | Face Dances |
| "Daily Records"            | 1981 | 36           | Face Dances |
| "Did You Steal My Money?"  | 1981 | 38           | Face Dances |
| "How Can You Do It Alone?" | 1981 | 50           | Face Dances |
| "You"                      | 1981 | 51           | Face Dances |
| "Cry If You Want"          | 1982 | 34           | It's Hard   |
| "Dangerous"                | 1982 | 38           | It's Hard   |

## Outras aparições

### Contribuições em estúdio
| Ano  | Canções                                               | Álbum                                                          |
| ---- | ----------------------------------------------------- | -------------------------------------------------------------- |
| 1979 | "Get Out and Stay Out", "Four Faces", e "Joker James" | Quadrophenia (trilha sonora)                                   |
| 1991 | "Saturday Night's Alright for Fighting"               | Two Rooms: Celebrating the Songs of Elton John & Bernie Taupin |

### Aparições ao vivo
| Ano  | Canções                                                                 | Álbum                                |
| ---- | ----------------------------------------------------------------------- | ------------------------------------ |
| 1981 | "Baba O'Riley", "Sister Disco", "Behind Blue Eyes", e "See Me, Feel Me" | Concerts for the People of Kampuchea |
| 2001 | "Who Are You", "Baba O'Riley", e "Won't Get Fooled Again"               | The Concert for New York City        |

## Participações especiais
- The Who cantou as músicas "Fire" e "Dig" do álbum solo de Pete Townshend, The Iron Man: The Musical, lançado em 1989.

## Videografia

### Adaptações cinematográficas
- Tommy (1975)
- Quadrophenia (1979)

### Documentários
- The Kids Are Alright (1979) – UK: Platina)
- Classic Albums: The Who – Who's Next (2000)
- Amazing Journey: The Story of The Who (2008)
- Sensation: The Story of Tommy (2013)
- Lambert & Stamp (2014)

### Concertos
| Título                                                  | Detalhes | Certificações                                          |
| ------------------------------------------------------- | --- | ------------------------------------------------------ |
| Who Rocks America                                       | - Lançamento: 1983 - Distribuição: CBS/Fox |                                                        |
| Who's Better, Who's Best                                | - Lançamento: 1988 - Distribuição: Universal Music | - AUS: 2× Platina - CAN: Platina - US: Ouro            |
| The Who Featuring Tommy                                 | - Lançamento: 14 de outubro de 1989 - Distribuição: Capitol Home Video | - UK: Ouro - US: Platina                               |
| Thirty Years of Maximum R&B Live                        | - Lançamento: 6 de julho de 1994 - Distribuição: MCA | - UK: Ouro                                             |
| Who's Tommy: The Amazing Journey                        | - Lançamento: 27 de julho de 1994 - Distribuição: Walt Disney | - UK: Ouro                                             |
| Live at the Isle of Wight Festival 1970                 | - Lançamento: 3 de outubro de 1998 - Distribuição: Eagle Rock | - UK: Platina - AUS: Ouro - CAN: Platina - US: Platina |
| The Who & Special Guests: Live at the Royal Albert Hall | - Lançamento: 25 de setembro de 2001 - Distribuição: Image | - UK: Platina - AUS: Platina - US: Platina             |
| The Who Special Edition EP                              | - Lançamento: 25 de março de 2003 - Distribuição: Classic Pictures |                                                        |
| Live in Boston                                          | - Lançamento: 14 de julho de 2003 - Distribuição: Warner Music Vision |                                                        |
| Tommy and Quadrophenia Live                             | - Lançamento: 8 de outubro de 2005 - Distribuição: Warner Music Vision | - UK: Ouro - AUS: Ouro - US: 3× Platina                |
| Tangled Up in Who                                       | - Lançamento: 2005 - Distribuição: Hiwatt |                                                        |
| In Their Own Words                                      | - Lançamento: 29 de agosto de 2006 - Distribuição: Classic Rock Legends |                                                        |
| The Vegas Job                                           | - Lançamento: 7 de outubro de 2006 - Distribuição: Passport Entertainment | - UK: Ouro - CAN: Platina                              |
| Live from Toronto                                       | - Lançamento: 2006 - Distribuição: Immortal |                                                        |
| Live at Glastonbury 2007                                | - Lançamento: 6 de junho de 2008 - Distribuição: – |                                                        |
| In Houston – Live                                       | - Lançamento: 6 de junho de 2008 - Distribuição: Intergroove |                                                        |
| The Who at Kilburn: 1977                                | - Released: 17 de outubro de 2008 - Distribuição: Image |                                                        |
| The Who Live In Texas '75                               | - Lançamento: 9 de outubro de 2012 - Distribuição: Eagle Rock |                                                        |
| Quadrophenia Live in London                             | - Lançamento: 9 de junho de 2014 - Distribuição: Universal Music |                                                        |
| The Who Live at Shea Stadium 1982                       | - Lançamento: 29 de junho de 2015 - Distribuição: Eagle Rock |                                                        |
| The Who Live in Hyde Park                               | - Lançamento teatral: 7 de outubro de 2015 nos cinemas ao redor do mundo - Gravado no Hyde Park em 26 de junho de 2015 (além de filmagens e entrevistas de bastidores) - Distribuição: Eagle Vision          |                                                        |
| Live at the Isle of Wight Festival 2004                 | - Lançamento teatral: 7 de outubro de 2017 nos cinemas ao redor do mundo - Gravado na Ilha de Wight em 12 de junho de 2004 (além de filmagens e entrevistas de bastidores) - Distribuição: Eagle Vision      |                                                        |
| Tommy Live at the Royal Albert Hall                     | - Lançamento teatral: 13 de outubro de 2017 nos cinemas ao redor do mundo - Gravado no Royal Albert Hall em 30 de março de 2017 (além de filmagens e entrevistas de bastidores) - Distribuição: Eagle Vision |                                                        |

### Outras aparições
- Monterey Pop (1968)
- Woodstock (1969)
- Concert for Kampuchea (1980)
- The Rolling Stones Rock and Roll Circus (1996)
- The Concert for New York City (2001)
- The Concert for Sandy Relief (2012)